# Uno Hanno
Uno Fritiof Hanno, född 12 augusti 1901 i Jukkasjärvi församling, Kiruna, död 8 februari 1989 i Övertorneå församling, var en svensk agronom och skolledare. 
Uno Hanno, som var son till köpmannen Carl-Johan Hannu och Alma Luttu, utbildade sig till agronom i Alnarp, där han utexaminerades 1927. Året därpå blev han konsulent vid International Education Board i Västerbotten och år 1931 ungdomskonsulent i Jordbrukare-Ungdomens Förbund i Västerbotten samt i Norrbotten 1934. År 1942 övergick han till skolverksamhet och blev ämneslärare vid Tornedalens lantmannaskola i Övertorneå och var åren 1948–1966 rektor för Tornedalens lantbruksskola i Vojakkala. 
Uno Hanno var tidigt engagerad i hembygdsrörelsen och var initiativtagare till och redaktör för tidskriften Tornedalen som utgavs av Tornedalens JUF-krets i 15 nummer åren 1936–1945. 1969 utgavs nummer 16 av Övertorneå kommun, även då med Hanno som redaktör. 1981 utgavs en festskrift till Hanno som nummer 17 av tidskriften med anledning av hans 80-årsdag.
Uno Hanno bodde i Soukolojärvi. I äktenskapet med Linnéa Kerttu föddes två söner, varav en är Carl-Uno Hanno.